# Pulp
Pulp är en brittisk popgrupp från Sheffield, som fick sitt stora internationella genombrott år 1995 med låten "Common People". Bandet hade då funnits i nästan femton år. Året innan, 1994, hade de slagit igenom i hemlandet med låten "Babies" och albumet His 'n' Hers.
Efter "Common People" gavs albumet Different Class ut, som många ansåg vara bandets konstnärliga höjdpunkt. 1998 gavs albumet This Is Hardcore ut med singelhiten "Help the Aged", men det sålde inte lika bra som Different Class. Efter albumet We Love Life (2001) gjorde Pulp ett uppehåll och det var osäkert om de kommer att spela igen, även om frontfiguren Jarvis Cocker spelat i ett band som hette Relaxed Muscle. Han gav även ut ett soloalbum 2006. Bandet har gjort två framträdande på musikfestivalen Way Out West i Göteborg den 13 augusti 2011, där de fick fina recensioner i den lokala pressen och den 9 augusti 2024. Pulp har även spelat i Göteborg 1996 (Rondo), Lollipopfestivalen i Stockholm 1995 och på Storsjöyran i Östersund 2001.

## Medlemmar
Senaste medlemmar
- Jarvis Cocker – sång, gitarr, keyboard (1978–2002, 2011–2013)
- Candida Doyle – keyboard, orgel, sång (1984–1986, 1987–2002, 2011–2013)
- Nick Banks – trummor, percussion (1986–2002, 2011–2013)
- Steve Mackey – basgitarr (1988–2002, 2011–2013)
- Mark Webber – gitarr, keyboard (1995–2002, 2011–2013)

Tidigare medlemmar
- Peter Dalton – gitarr, keyboard, sång (1978–1982)
- Ian Dalton – percussion (1978–1979)
- David 'Fungus' Lockwood – basgitarr (1979)
- Mark Swift – trummor, percussion (1979–1980)
- Philip Thompson – basgitarr (1979–1980)
- Jimmy Sellars – trummor (1980–1981)
- Jamie Pinchbeck – basgitarr (1980–1982)
- Wayne Furniss – trummor, gitarr (1981–1982)
- David Hinkler – keyboard, orgel, trombon, gitarr (1982–1983)
- Simon Hinkler – basgitarr, gitarr, keyboard, piano (1982–1983)
- Peter Boam – basgitarr, gitarr, trummor, keyboard (1982–1983)
- Tim Allcard – keyboard, saxofon, trummor (1983–1984)
- Michael Paramore – trummor, percussion (1983)
- Magnus Doyle – trummor, keyboard (1983–1986)
- Russell Senior – gitarr, violin (1983–1997, 2011)
- Peter Mansell – basgitarr (1983–1986)
- Captain Sleep – keyboard (1986–1987)
- Steven Havenhand – basgitarr (1986–1988)
- Antony Genn – basgitarr (1988)

Bidragande musiker
- Saskia Cocker – bakgrundssång (1982–1983, 2012)
- Jill Taylor – bakgrundssång (1982–1983, 2012)
- Richard Hawley – gitarr (1998–2002, 2011–2012)
- Garry Wilson – trummor (1982–1983)
- Leo Abrahams – gitarr (2011–2013)
- Jean Cook – violin (2012)

## Diskografi (urval)
Studioalbum
- 1983 – It
- 1986 – Freaks
- 1991 – Separations
- 1994 – His 'n' Hers
- 1995 – Different Class
- 1998 – This Is Hardcore
- 2001 – We Love Life

Samlingsalbum
- 1993 – Intro - The Gift Recordings
- 1994 – Masters of the Universe (Pulp on Fire 1985 - 86)
- 1996 – Countdown 1992-1983
- 1996 – Simply Fuss Free (4xCD Box)
- 1998 – Pulp Goes to the Disco
- 1998 – Freshly Squeezed... the Early Years
- 1998 – Primal: The Best of the Fire Years 1983-1992
- 1999 – On Fire
- 2002 – Hits
- 2003 – Pulp It Up
- 2006 – The Peel Sessions

Livealbum
- 2012 – Party Clowns: Live In London 1991

Singlar (topp 100 på UK Singles Chart)
- 1993 – "Razzmatazz" (#80)
- 1993 – "Lipgloss" (#50)
- 1994 – "Do You Remember the First Time?" (#33)
- 1994 – "The Sisters EP" (#19)
- 1995 – "Common People" (#2)
- 1995 – "Sorted for E's & Wizz / Mis-Shapes" (#2)
- 1995 – "Disco 2000" (#7)
- 1996 – "Something Changed" (#10)
- 1997 – "Help the Aged" (#8)
- 1998 – "This Is Hardcore" (#12)
- 1998 – "A Little Soul" (#22)
- 1998 – "Party Hard" (#29)
- 2001 – "Sunrise / The Trees" (#23)
- 2002 – "Bad Cover Version" (#27)